# Llista de futbolistes amb 500 o més gols

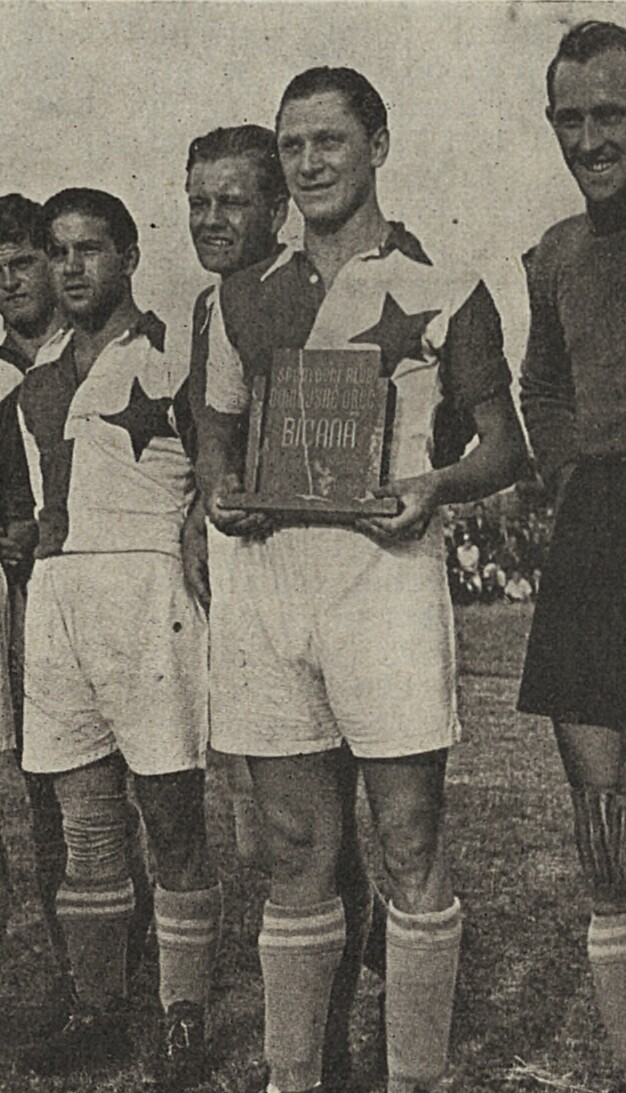
Josef Bican

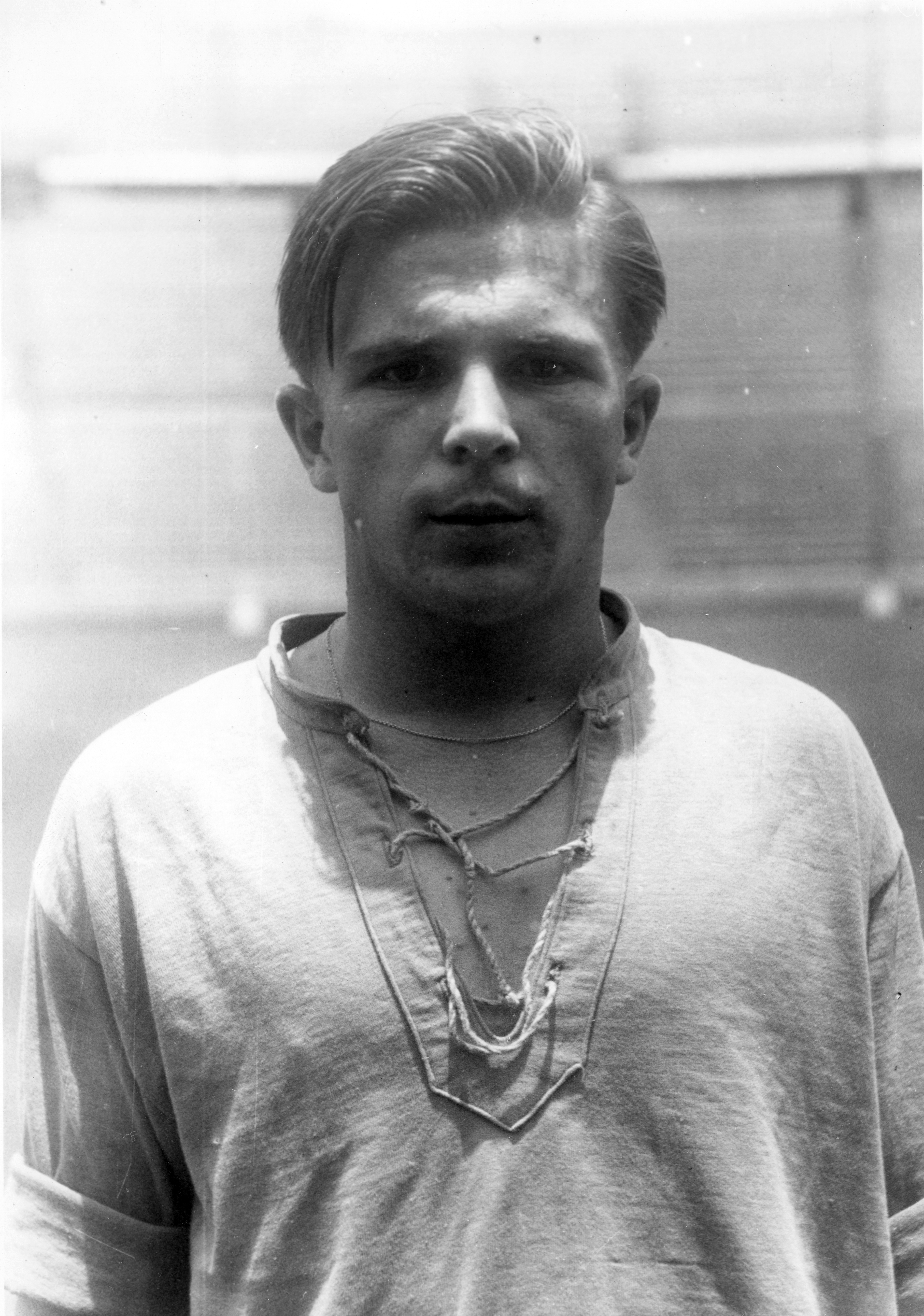
Ferenc Puskás

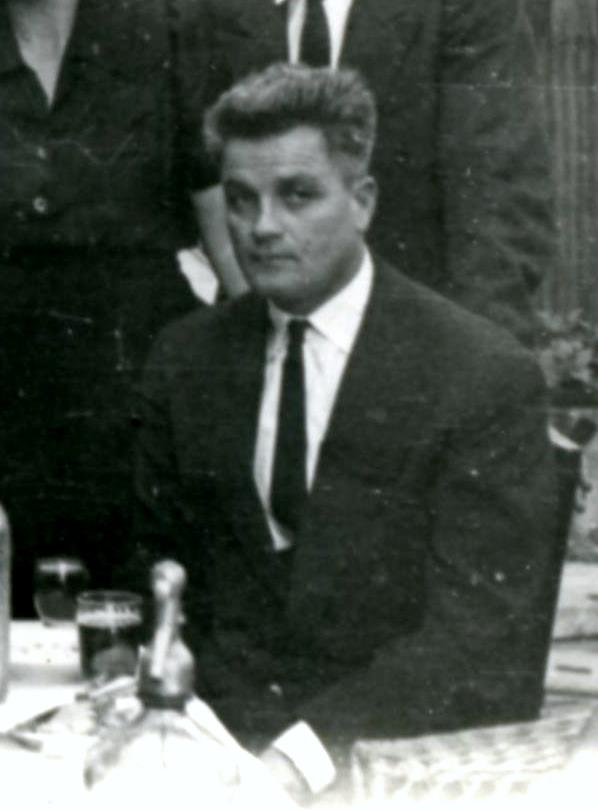
Ferenc Deák

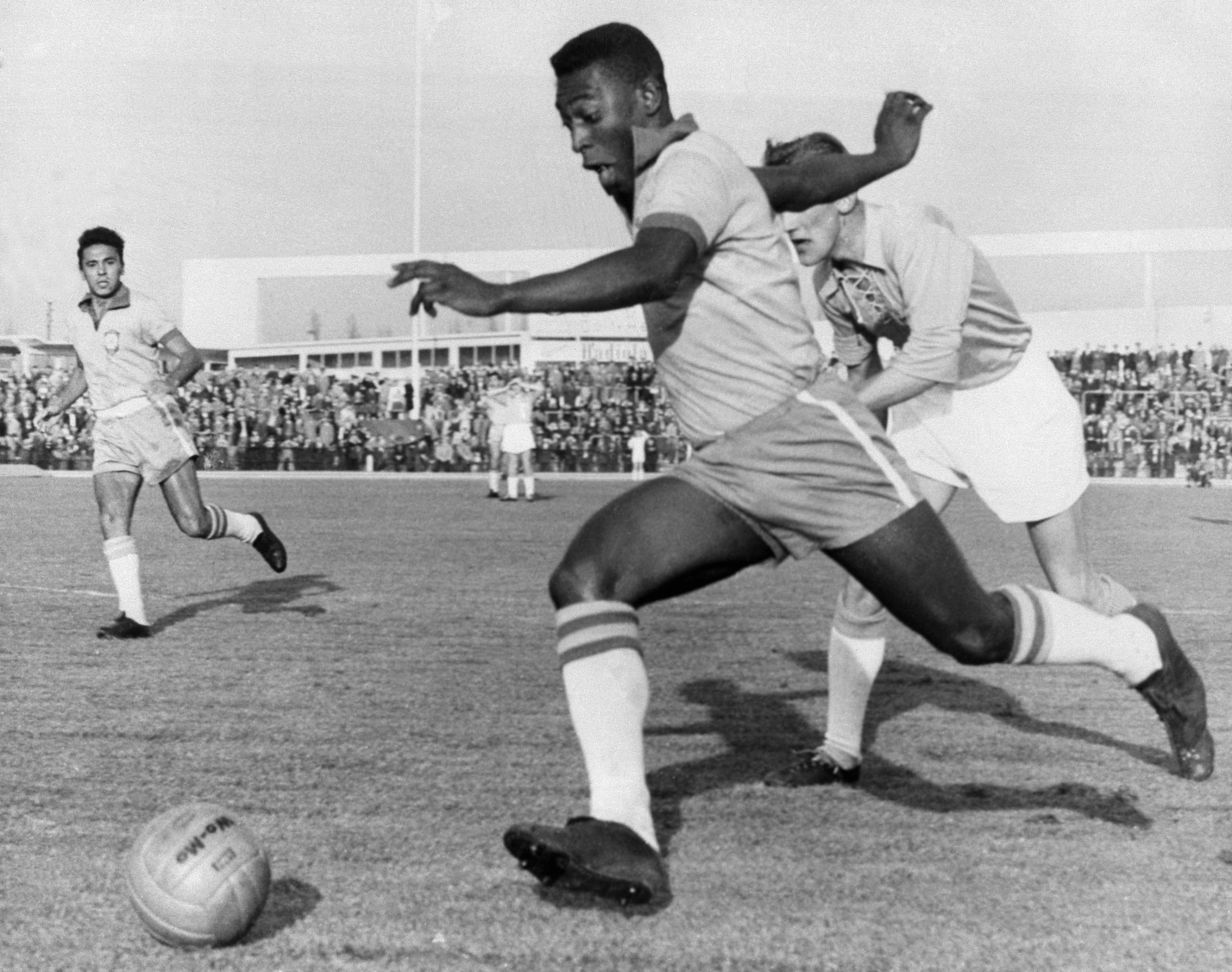
Pelé

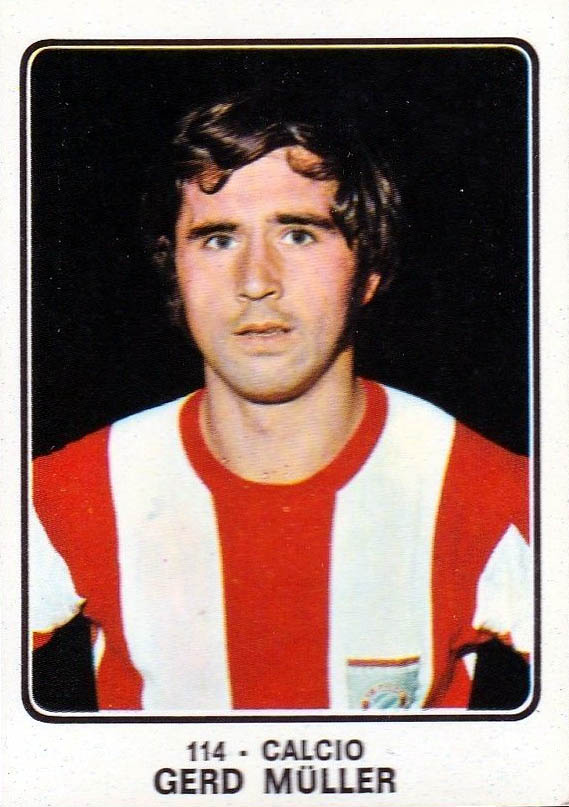
Gerd Müller

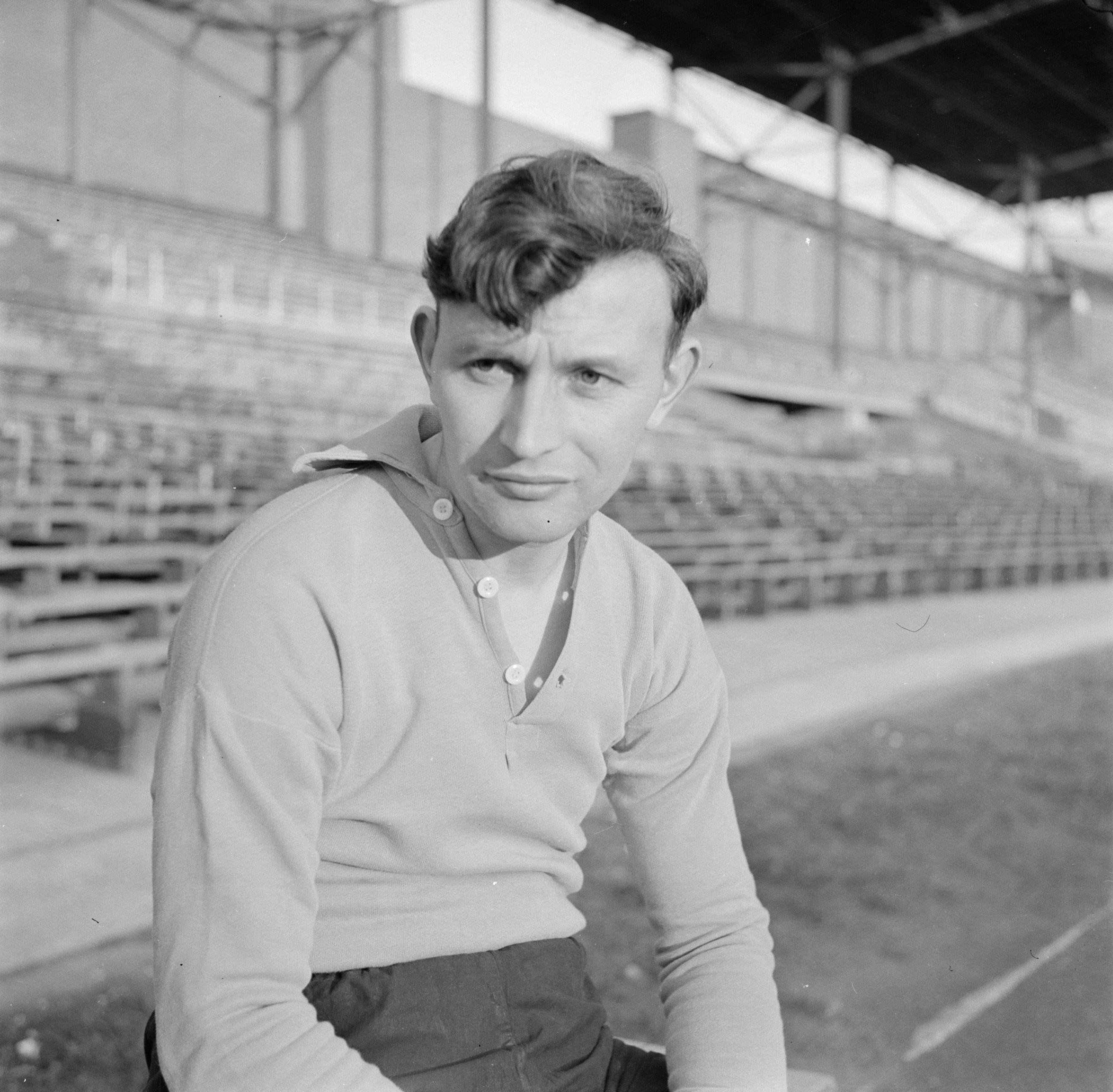
Abe Lenstra

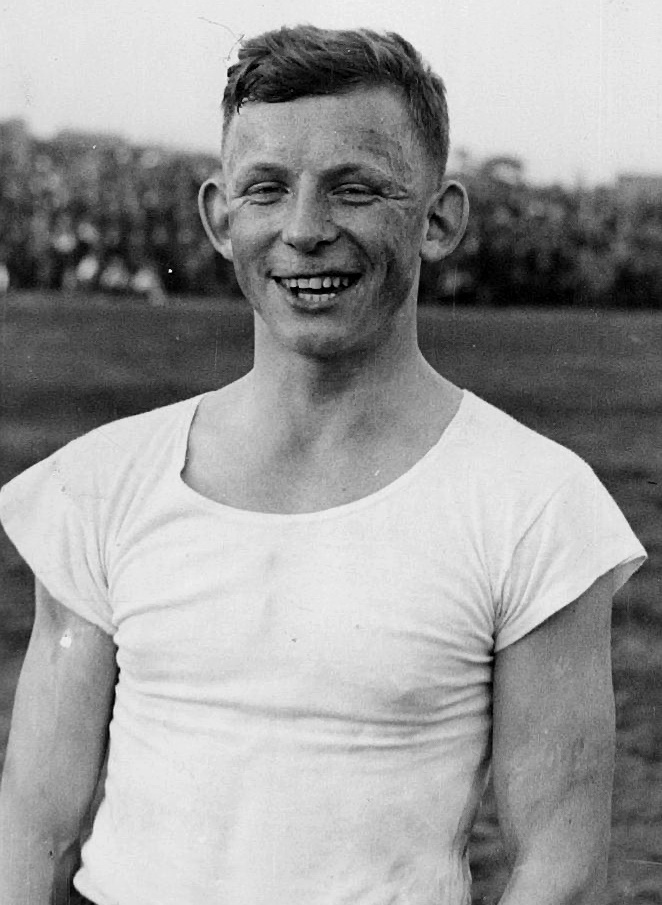
Ernest Wilimowski

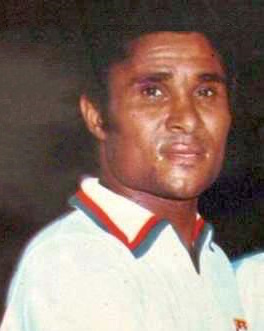
Eusébio

La següent és una llista dels futbolistes que han marcat 500 o més gols, jugant a primer nivell, durant el transcurs de la seva carrera, d'acord amb la recerca de Rec.Sport.Soccer Statistics Foundation (RSSSF). Només es tenen en compte aquells jugadors que hagin estat actius al futbol de màxim nivell durant la major part de la seva carrera. Les classificacions següents tenen en compte els gols marcats en partits oficials jugats amb seleccions nacionals a tots els rangs d'edat i clubs en totes les categories, segons es reflecteix a RSSSF, que inclou principalment investigacions originals.

## Classificació
A 11 d'agost de 2025
Negreta indica jugadors actualment en actiu.
"+" indica que el nombre de gols real és superior, però el seu valor exacte és desconegut.
Font:
| Núm. | Jugador            | Gols totals | Partits totals | Mitjana | Anys         |
| ---- | ------------------ | ----------- | -------------- | ------- | ------------ |
| 1    | Erwin Helmchen     | 989         | 582            | 1.7     | 1924–1951    |
| 2    | Cristiano Ronaldo  | 956         | 1317           | 0.73    | 2001 present |
| 3    | Josef Bican        | 950         | 624            | 1.52    | 1930–1957    |
| 4    | Lionel Messi       | 901         | 1171           | 0.77    | 2003–present |
| 5    | Ferenc Puskás      | 802         | 792            | 1.01    | 1943–1967    |
| 6    | Ferenc Deák        | 796         | 515            | 1.55    | 1939–1959    |
| 7    | Abe Lenstra        | 789         | 850            | 0.93    | 1936–1963    |
| 8    | Romário            | 785         | 1003           | 0.78    | 1985–2007    |
| 9    | Pelé               | 778         | 851            | 0.91    | 1956–1977    |
| 10   | Gerd Müller        | 735         | 793            | 0.93    | 1958–1981    |
| 11   | Robert Lewandowski | 728         | 1056           | 0.69    | 2005-present |
| 12   | Joe Bambrick       | 678         | 565            | 1.2     | 1926–1939    |
| 13   | Jimmy Jones        | 673         | 635            | 1.06    | 1946–1965    |
| 14   | Ernest Wilimowski  | 663         | 474            | 1.4     | 1934–1955    |
| 15   | Tommy Lawton       | 657         | 742            | 0.89    | 1933–1956    |
| 16   | Ferenc Bene        | 630         | 946            | 0.67    | 1961–1979    |
| 17   | Gyula Zsengellér   | 611         | 641            | 0.95    | 1935–1953    |
| 18   | Luis Suárez        | 598         | 1023           | 0.60    | 2005 present |
| 19   | Fernando Peyroteo  | 597         | 369            | 1.62    | 1937–1949    |
| 20   | Eusébio            | 591         | 631            | 0.94    | 1957–1980    |
| 21   | Uwe Seeler         | 582         | 686            | 0.85    | 1946–1972    |
| 22   | Zlatan Ibrahimovic | 580         | 999            | 0.58    | 1999–2023    |
| 23   | Túlio Maravilha    | 575         | 838            | 0.69    | 1988–2019    |
| 24   | Fritz Walter       | 574         | 572            | 1       | 1928–1959    |
| 25   | Franz Binder       | 569         | 430            | 1.32    | 1930–1949    |
| 25   | Imre Schlosser     | 569         | 458            | 1.24    | 1905–1928    |
| 27   | Jimmy Greaves      | 567         | 812            | 0.7     | 1955–1980    |
| 28   | Glenn Ferguson     | 563         | 1058           | 0.53    | 1987–2011    |
| 29   | Hugo Sánchez       | 562         | 956            | 0.59    | 1972–1997    |
| 30   | José Torres        | 561         | 615            | 0.91    | 1953–1980    |
| 31   | Sándor Kocsis      | 556         | 537            | 1.04    | 1945–1965    |
| 32   | Fred Roberts       | 554         | 427            | 1.3     | 1924–1934    |
| 33   | Jimmy McGrory      | 549         | 545            | 1.01    | 1918–1935    |
| 34   | Zico               | 545         | 797            | 0.68    | 1960–1994    |
| 35   | Boy Martin         | 541         | 479            | 1.12    | 1930–1947    |
| 36   | Ferenc Szusza      | 541         | 594            | 0.91    | 1941–1960    |
| 37   | Jimmy Kelly        | 538         | 951            | 0.57    | 1926–1956    |
| 38   | Isidro Lángara     | 534         | 433            | 1.23    | 1930–1948    |
| 39   | Karim Benzema      | 533         | 1014           | 0.52    | 2004 present |
| 40   | Dixie Dean         | 531         | 577            | 0.92    | 1923–1940    |
| 41   | Nándor Hidegkuti   | 526         | 678            | 0.78    | 1942–1958    |
| 42   | József Takács      | 518         | 505            | 1.03    | 1917–1934    |
| 42   | Hans Krankl        | 518         | 725            | 0.71    | 1970–1989    |
| 44   | Roberto Dinamite   | 517         | 852            | 0.61    | 1969–1994    |
| 45   | Alfredo Di Stéfano | 513         | 703            | 0.73    | 1945–1966    |
| 46   | Gunnar Nordahl     | 510         | 587            | 0.87    | 1937–1960    |
| 47   | Joseph Mermans     | 509         | 634            | 0.8     | 1932–1960    |
| 48   | Hughie Gallacher   | 507         | 657            | 0.77    | 1921–1939    |
| 49   | György Sárosi      | 507         | 592            | 0.86    | 1930–1948    |
| 50   | Steve Bloomer      | 505         | 753            | 0.67    | 1894–1914    |
| 51   | Roger Milla        | 503         | 905            | 0.56    | 1967–1996    |
| 52   | Lajos Tichy        | 500         | 610            | 0.82    | 1953–1971    |

## Amb un equip
| Núm. | Jugador           | Gols | Partits | Mitjana | Anys      | Clubs           |
| ---- | ----------------- | ---- | ------- | ------- | --------- | --------------- |
| 1    | Lionel Messi      | 672  | 778     | 0.86    | 2003-2021 | FC Barcelona    |
| 2    | Pelé              | 643  | 656     | 0.98    | 1956-1974 | Santos          |
| 3    | Gerd Müller       | 563  | 605     | 0.93    | 1964-1979 | Bayern de Múnic |
| 4    | Fernando Peyroteo | 544  | 334     | 1.63    | 1937–1949 | Sporting Lisboa |
| 5    | Josef Bican       | 535  | 272     | 1.97    | 1936-1949 | Slavia Praha    |
| 6    | Jimmy McGrory     | 522  | 501     | 1.04    | 1922-1938 | Celtic          |
| 7    | Abe Lenstra       | 517  | 571     | 0.91    | 1933-1955 | Heerenveen      |